# 알테페틀

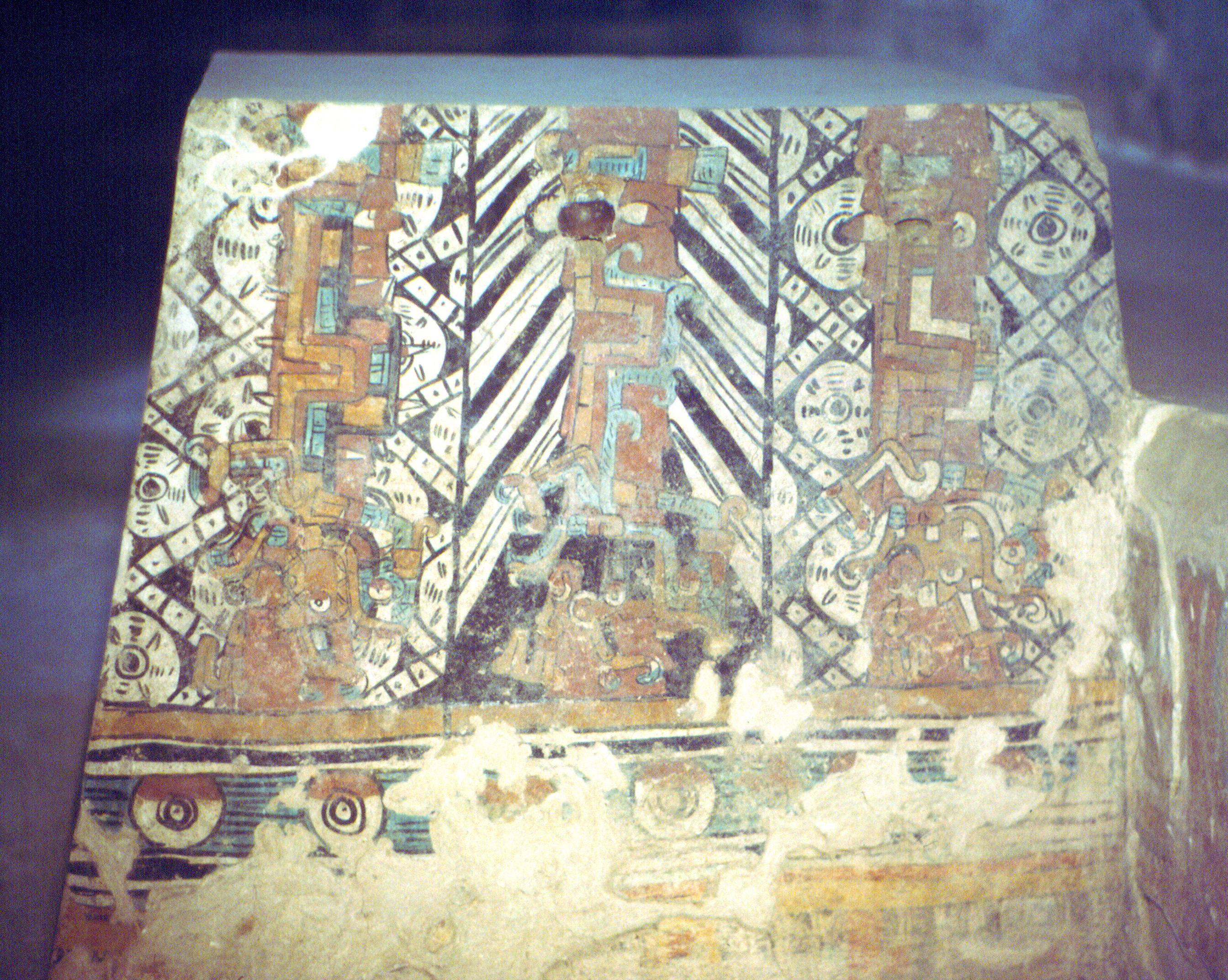

알테페틀(나와틀어: āltepētl [aːɬ.ˈté.peːtɬ])은 스페인의 정복 이전 아스텍 사회의 지역적·민족적 정체(政體)다. 일반적으로 "도시국가"라고 번역된다. 알테페틀이라는 나우아틀어 낱말은 "물"을 의미하는 "아-틀"과 "산"을 의미하는 "테페-틀"이 결합된 것이다. 아스텍 제국 역시 이 알테페틀 중 유력한 세 곳(테노치티틀란, 텍스코코, 틀라코판)의 군사연합으로 이루어진 연맹국가의 성격을 띠었다.

## 목록
- 톨텍
  - 쿨우아칸
- 테파넥
  - 아스카포찰코
- 찰코
  - 틀랄마날코
  - 틀라코치칼코
  - 아마퀘메칸
  - 테난코 텍소팔코 테포폴라
  - 치말우아칸찰코
- 예시카 틀라톨로얀
  - 테노치티틀란
    - 틀라텔롤코

  - 텍스코코
  - 틀라코판
- 오토미
  - 에카테펙
  - 오톰판
- 틀락스칼란
  - 오코텔롤코
  - 티자틀란
  - 퀴아우이스틀란
  - 테페틱팍
- 우이칠로포치코